# Jouy-sur-Morin
Jouy-sur-Morin ist eine französische Gemeinde mit 2221 Einwohnern (Stand 1. Januar 2022) im Département Seine-et-Marne in der Region Île-de-France. Sie gehört zum Arrondissement Provins und zum Kanton Coulommiers. Die Einwohner werden Jouyssiens genannt.

## Geographie
Die Gemeinde Jouy-sur-Morin liegt etwa zwei Kilometer nordwestlich von La Ferté-Gaucher, etwa 18 Kilometer östlich von Coulommiers und 75 Kilometer östlich von Paris.

## Bevölkerungsentwicklung
| Jahr      | 1946 | 1954 | 1962 | 1968 | 1975 | 1982 | 1990 | 1999 | 2006 | 2016 |
| Einwohner | 1531 | 1422 | 1615 | 1504 | 1660 | 1637 | 1806 | 1929 | 2007 | 2098 |

## Sehenswürdigkeiten
Siehe auch: Liste der Monuments historiques in Jouy-sur-Morin
- Pfarrkirche Saint-Pierre-Saint-Paul (Monument historique)